# Ankara
Ankara (do 1930. Angora), glavni grad republike Turske. Ankara leži na nadmorskoj visini od 938 metara.

## Povijest
Od 1919. godine Angora je sjedište narodne vlade Mustafe Kemal-paše Atatürka koji je poveo rat za oslobađanje turskih teritorija. 1923. godine Kemal paša proglašava Angoru za glavni grad Turske. 1930. godine Angora mjenja ime u Ankaru.
Grad se sastoji od starog, sjevernog dijela, koji je sačuvao srednjovjekovno-istočnjački izgled i od modernog južnog dijela koji je podignut uglavnom nakon 1924. godine.

## Znamenitosti
U Ankari se nalazi Mauzolej (tur. Anıtkabir) utemeljitelja Republike Turske Mustafe Kemala Atatürka. Mauzolej je monumentalni spomenik sagrađen 1953. godine, u kome se nalazi Atatürkov grob. U kompleksu mauzoleja se nalazi i grob njegovog velikog suradnika i nasljednika Ismeta Inönüa.
Neke od znamenitosti:
- Etnografski muzej (tur. Etnoğrafya Müzesi),
- Muzej anatolijske civilizacije (tur. Anadolu Medeniyetleri Müzesi),
- Državni muzej umjetnosti i kiparstva (tur. Resim ve Heykel Müzesi),
- Ankarska utvrda,
- Julijanov stup,
- Augustov hram.